# Pavel Kaučič
Pavel Kaučič (Lubiana, 21 dicembre 1957) è un allenatore di hockey su ghiaccio sloveno, fino al 2003 jugoslavo.

## Carriera
Come allenatore venne chiamato in Italia a Milano dall'allora ds Radaelli, come responsabile tecnico del settore giovanile nella stagione 1987/88 dove svolse anche il ruolo di assistente allenatore in prima squadra (Milano Saimex in serie B) alle dipendenze di Ron Ivany. La stagione successiva, 1988/89, viene riconfermato nei ruoli precedenti e nel frattempo la società, che guadagnò la promozione in serie A, modificò la denominazione in Milano Saima. Nella stagione 1989/90, contestualmente all'arrivo al Saima dei primi due giocatori dell'ex Unione Sovietica, Vinceslav Anisin e Boris Alexandrov, la società decise di assegnargli la prima squadra.
Allenò in seguito i Devils Milano che portò alla conquista dello scudetto nel campionato 1992/93. Nella stagione successiva divenne allenatore dell'Asiago Hockey. In seguito allenò l'HDD Olimpija Ljubljana (squadra della sua città) e per 4 stagioni l'Hokejski Klub Jesenice.
Dopo una lunga pausa tornò ad allenare, questa volta però un team nazionale, ovvero la Nazionale serba.
| Controllo di autorità | CONOR.SI (SL) 276754275 |